# Cubeta (merchandising)

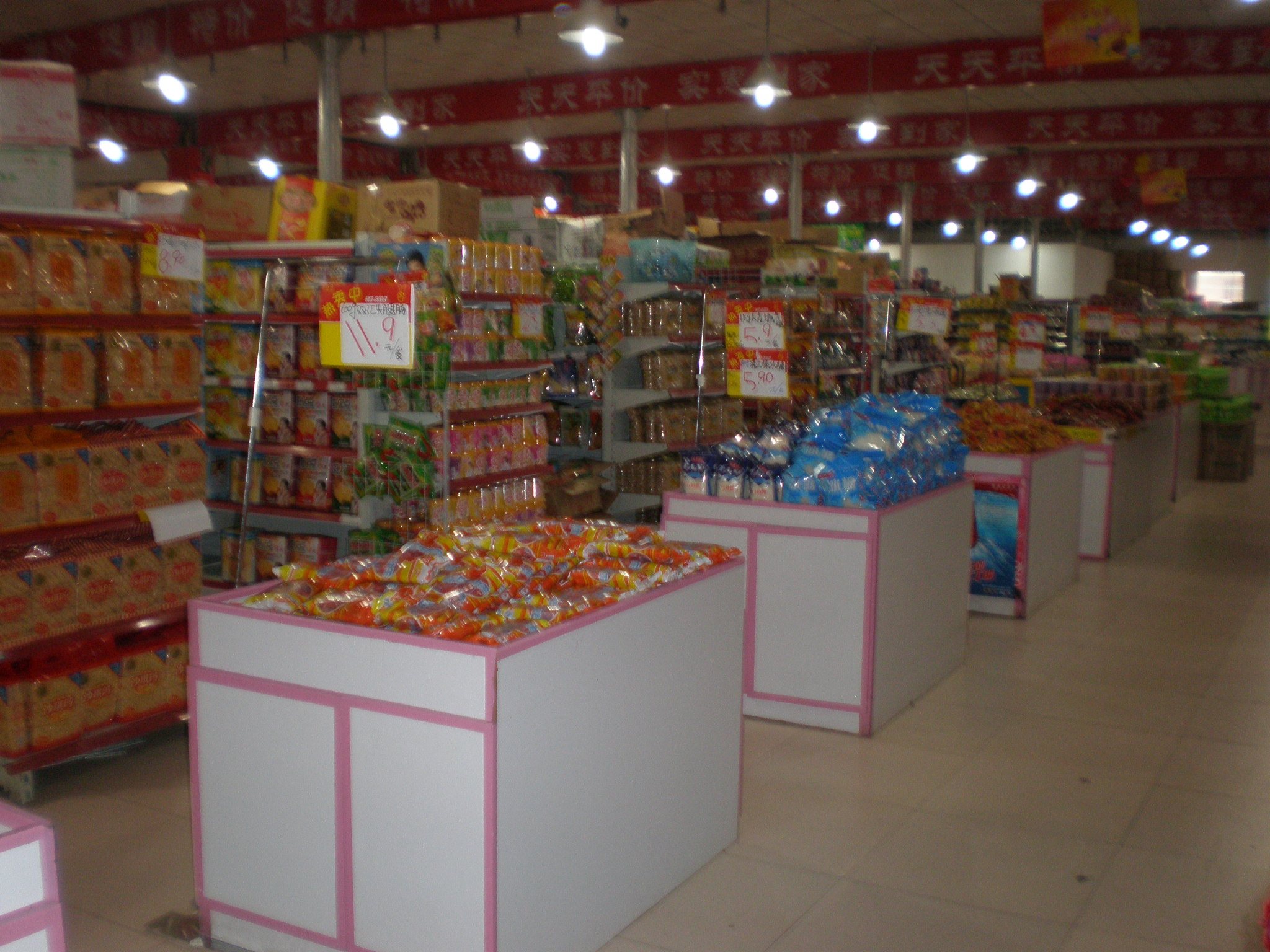
Cubetas de supermercado

En distribución comercial, se llaman cubetas a los muebles en forma de amplio recipiente abierto que se utilizan para presentar determinados productos para su venta. 
Las cubetas son propias de establecimientos de libre servicio (generalmente, supermercados, hipermercados y grandes almacenes) y se colocan en pasillos o en zonas abiertas como a la entrada o la salida de las tiendas. Normalmente, acompañadas de carteles bien visibles que sirven para exponer productos en fase de promoción o en periodo de rebajas. 
Se dice que psicológicamente, el producto revuelto dentro de una cubeta da sensación de ganga, de bicoca, de ser barato. Por ello, en las campañas de descuento (rebajas, restos de serie, final de temporada, liquidaciones, etc.) es donde encuentran su mayor uso.
- Datos: Q5793489